# Tweelingdorp
Tweelingdorp of dubbeldorp is de aanduiding van enkele dorpen  met verschillende namen die dicht bij elkaar zijn ontstaan en zowel geografisch als sociaal en economisch één geheel vormen. Vaak liggen ze in twee verschillende gemeenten, provincies of zelfs landen of werden ze oorspronkelijk door een bestuurlijke grens doorsneden. Deze splitsing heeft vaak historische en/of bestuurstechnische redenen, maar is in de praktijk meestal erg onhandig. Dit is ook een belangrijke reden waarom gemeentegrenzen vaak worden gewijzigd en de dorpen soms worden samengevoegd.
Voorbeelden van tweelingdorpen (en drielingdorpen) die zijn samengevoegd, waarna de oorspronkelijke namen (althans officieel) niet meer werden gebruikt:
- Zoetermeer, dat in 1935 ontstond uit Zoetermeer en Zegwaart.
- Leidschendam, dat in 1938 ontstond uit Leidschendam en Veur.
- Scheemda, dat in 1964 ontstond uit Scheemda en Eexta.
- Damwoude, dat in 1971 ontstond uit Dantumawoude, Akkerwoude en Murmerwoude.
- Wijnjewoude, dat in 1974 ontstond uit Wijnjeterp en Duurswoude.

## Baarle
Waarschijnlijk is Baarle het bekendste voorbeeld van een tweelingdorp. Het bestaat uit het Belgische Baarle-Hertog en het Nederlandse Baarle-Nassau. Hier is ook het onpraktische van de situatie het duidelijkst: sommige huizen hebben twee huisnummers, een Belgisch en een Nederlands. En er komen zowel Belgische als Nederlandse postbodes en vuilniswagens langs. Ook zijn het elektriciteitsnet en het telefoonnet dubbel uitgevoerd. Wel hebben de Belgische en Nederlandse politie samen één politiebureau.

## Nieuw-Amsterdam - Veenoord
De plaatsen Nieuw Amsterdam en Veenoord in het oosten van de gemeente Emmen (in Drenthe) worden wel het "Tweelingdorp" genoemd. Veenoord lag voor de gemeentelijke herindeling in de gemeente Sleen. Het dubbeldorp telt ongeveer 7500 inwoners. Het is een knooppunt van kanalen: de Hoogeveense Vaart, het Stieltjeskanaal en het Dommerskanaal. De plaatselijke krant heet de Tweelingdorper. De plaatselijke voetbalclub heet TweDo afgeleid van "tweelingdorp". De discotheek heette Twins afgeleid van "tweeling" in het Engels.

## Overige tweelingdorpen

### Nederland

#### Friesland
- Akkrum - Nes (gemeente Heerenveen)
- Beers - Jellum (gemeente Leeuwarden)
- Echtenerbrug - Delfstrahuizen (gemeente De Friese Meren)
- Gerkesklooster - Stroobos (gemeente Achtkarspelen)
- Jubbega - Hoornsterzwaag (gemeente Heerenveen)
- Haskerdijken - Nieuwebrug (gemeente Heerenveen)
- Hommerts - Jutrijp (gemeente Súdwest-Fryslân)
- Nieuwehorne - Oudehorne (gemeente Heerenveen)
- Oppenhuizen - Uitwellingerga (Fries: Top&Twel, gemeente Súdwest-Fryslân)
- Paesens - Moddergat (gemeente Noardeast-Fryslân)
- Rotsterhaule - Sintjohannesga (gemeente De Friese Meren)
- Sexbierum - Pietersbierum (gemeente Waadhoeke)
- Waaxens - Lollum (gemeente Súdwest-Fryslân)

#### Groningen
- Nieuw-Scheemda - 't Waar (gemeente Oldambt)
- Obergum - Winsum (gemeente Het Hogeland)
- Baflo - Rasquert (gemeente Het Hogeland)
- Niekerk - Oldekerk (gemeente Westerkwartier)
- Hoogezand - Sappemeer (gemeente Midden-Groningen)
- Veendam - Wildervank (gemeente Veendam)
- Oosternieland (gemeente Het Hogeland) - Zijldijk (gemeente Eemsdelta)
- Harkstede (gemeenten Midden-Groningen en Groningen) - Scharmer (idem)

#### Drenthe
- Alteveer - Kerkenveld (gemeente De Wolden)
- Eelde-Paterswolde (gemeente Tynaarlo)
- Nieuw-Amsterdam - Veenoord (gemeente Emmen)
- Nijeveen - Kolderveen (gemeente Meppel)

#### Overijssel
- Harbrinkhoek - Mariaparochie (gemeente Tubbergen)

#### Gelderland
- Dinxperlo (gemeente Aalten) - Suderwick (gemeente Bocholt, Duitsland)
- Velp (gemeente Rheden) - Rozendaal (gemeente Rozendaal)
- Wenum - Wiesel (gemeente Apeldoorn)

#### Noord-Holland
- Halfweg - Zwanenburg (gemeente Haarlemmermeer)
- Oosterblokker (gemeente Drechterland) - Westerblokker (gemeente Hoorn)
- Spaarndam - Oud Spaarndam (gemeente Haarlem) - Spaarndam-Oost (gemeente Haarlemmermeer)

#### Zuid-Holland
- Giessendam - Neder-Hardinxveld (gemeente Hardinxveld-Giessendam)
- Middelharnis - Sommelsdijk (gemeente Goeree-Overflakkee)

#### Zeeland
- Burgh - Haamstede (gemeente Schouwen-Duiveland)

#### Limburg
- Helden - Panningen (gemeente Peel en Maas)

#### Noord-Brabant
- Etten - Leur (gemeente Etten-Leur)
- Aarle - Rixtel (gemeente Laarbeek)
- Beek - Donk (gemeente Laarbeek)
- Den Dungen - Maaskantje (gemeente Sint-Michielsgestel)
- Heeswijk - Dinther (gemeente Bernheze)
- Hoogerheide - Woensdrecht (gemeente Woensdrecht)

#### Meerdere provincies
- Smakt (gemeente Venray, Limburg) en Holthees (gemeente Land van Cuijk, Noord-Brabant)
- Nietap (gemeente Noordenveld, Drenthe) en Leek (gemeente Westerkwartier, Groningen)
- Stadskanaal (gemeente Stadskanaal, Groningen) en Nieuw-Buinen (gemeente Borger-Odoorn, Drenthe)

### België
- Rocherath - Krinkelt (gemeente Büllingen, provincie Luik)
- Elewijt - Boekt (respectievelijk gemeenten Zemst en Steenokkerzeel, beide in Vlaams-Brabant)